# Jusuf Zejnullahu
Jusuf Zejnullahu (Svirce kod Medveđe, 1944.) je kosovski albanski političar. Bio je aktivan u kosovskoj politici tijekom burnih 1980-ih. Obnašao je više važnih dužnosti u gospodarstvu SAP Kosova te i na razini cijele ondašnje SFRJ. 
Rodio se u pograničnom mjestu Svircu koje se nalazi kod Medveđe, na jugoistoku Srbije, uz granicu s Kosovom.
1968. je godine diplomirao na Ekonomskom fakultetu u Prištini, a 1971. je završio postdiplomski studij na Ekonomskom fakultetu Sveučilišta u Zagrebu.
Radio je u ministarstvu gospodarstva Kosova u Odjelu za promet i veze, nastavio je u uredu savjetnika za gospodarstvo u Skupštini, bio je direktor ureda za ekonomski razvoj u Prištini, potpredsjednik ondašnje Privredne komore, ravnatelj metalurškog kombinata Ferronikel (Kombinati Metalurgjik Ferronikel). Bio je potpredsjednik Privredne komore Jugoslavije, gdje mu je glavna zadaća bila koordinirati monetarnu politiku i bankarski sustav.
14. je travnja 1989. izabran u Centralni komitet Saveza komunista Jugoslavije s Kosova, a 4. prosinca 1989. izabran je na mjesto predsjednika Izvršnog vijeća SAP Kosova.
Zajedno s velikom skupinom albanskih političara s Kosova 3. je travnja 1990. ponudili su ostavke na svoja mjesta u Izvršnom vijeću SAP Kosova. Među njima bila su dvojica dopredsjednika tog vijeća. Ostavke su ponudili u znak prosvjeda na mjere "antibirokratske revolucije" Slobodana Miloševića te mjere rješavanja "separatističkih" nemira koje je sprovodio Savez komunista Kosova. 23. je svibnja kosovsko Izvršno vijeće odbilo ove ostavke pa su dužnosnici i dalje obnašali svoje dužnosti. 
Godinu poslije Zejnullahu se je angažirao u deklaraciju neovisnosti Kosova 2. srpnja 1990. nakon čega je srbijanska vlada suspendirala kosovsku državnost pučem na kosovske institucije demokracije: raspustila je kosovsku skupštinu i izvršno vijeće. Zejnullahu je poslije bio premijerom kosovske vlade u egzilu, od 7. rujna 1990. do 5. listopada 1991. godine. Na mjestu premijera u sjeni zamijenio ga je Bujar Bukoshi. Bio je uhićen zbog svojih aktivnosti na kosovskoj neovisnosti. Bio je prisiljen napustiti zemlju. 1999. je godine emigrirao u SAD u Clearwater na Floridi, gdje je ostao.